# Max Christie
Cormac Karl "Max" Christie Jr. (Arlington Heights, Illinois; 10 de febrero de 2003) es un jugador de baloncesto estadounidense que pertenece a la plantilla de los Dallas Mavericks de la NBA. Con 1,96 metros de estatura, juega en la posición de escolta. Es hermano del también jugador profesional Cam Christie.

## Trayectoria deportiva

### Instituto

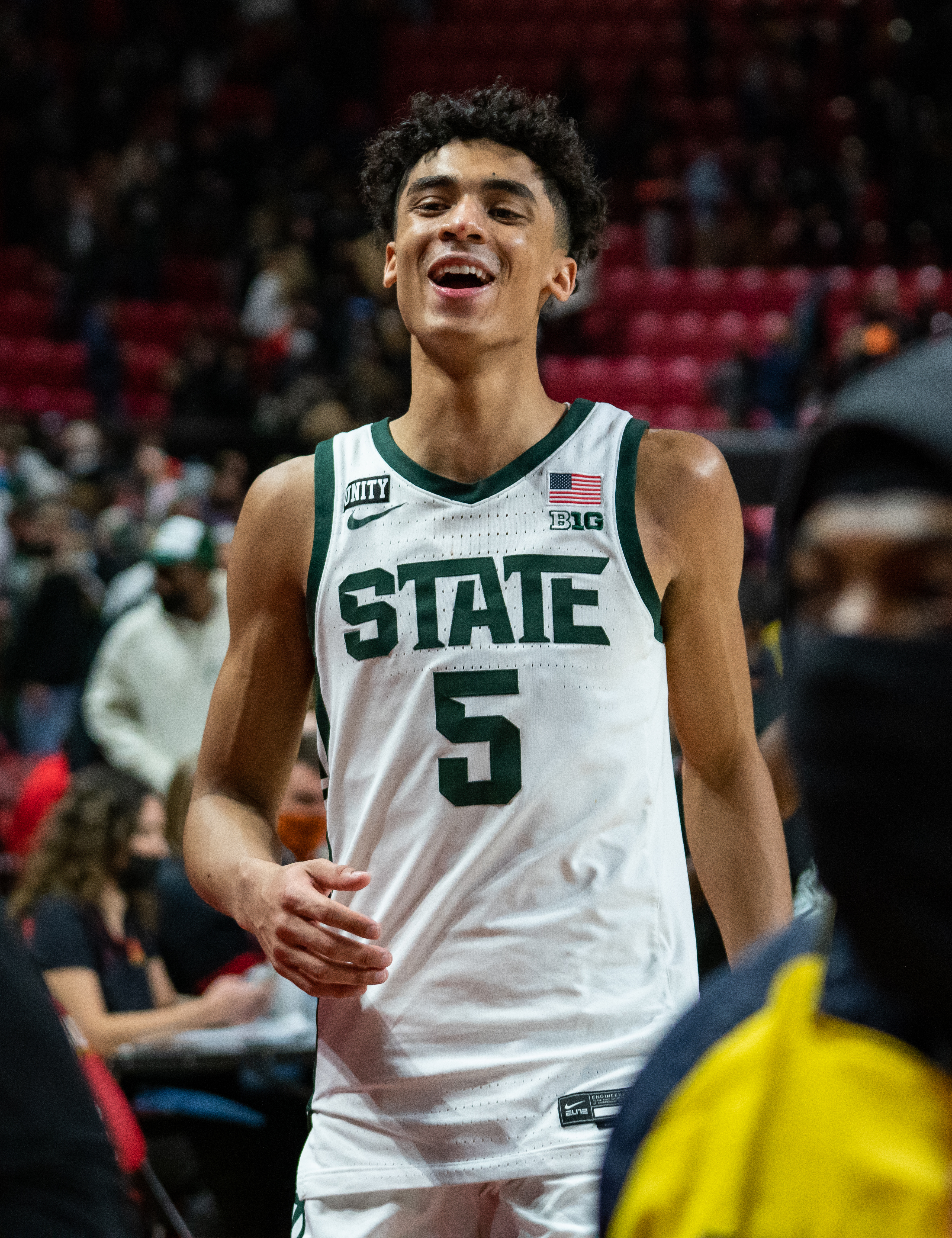
Max Christie con Michigan State en 2022.

Christie jugó al baloncesto para la escuela secundaria Rolling Meadows en Rolling Meadows, Illinois, y fue compañero de equipo de su hermano menor, Cameron. En su primer año promedió 20 puntos, nueve rebotes y cuatro asistencias por partido. Como estudiante de segundo año, Christie promedió 25,5 puntos, diez rebotes y 3,2 asistencias por partido. Anotó 51 puntos, el máximo de su carrera, contra Elk Grove High School. En su temporada júnior promedió 25 puntos y 11 rebotes por partido, lo que le valió el premio Jugador del Año Pioneer Press. En su último año, promedió 24,0 puntos, 10,1 rebotes, 3,9 asistencias y 3,1 robos por partido, lo que llevó a su equipo a un récord de 15-0. Fue incluido en los equipos del McDonald's All-American Game, Jordan Brand Classic y Nike Hoop Summit.

### Universidad
Jugó una temporada con los Spartans de la Universidad Estatal de Míchigan, en la que promedió 9,3 puntos, 3,5 rebotes y 1,5 asistencias por partido. Fue incluido en el mejor quinteto freshman de la Big Ten Conference. El 1 de abril de 2022, Christie se declaró elegible para el draft de la NBA manteniendo su elegibilidad universitaria y el 16 de mayo anunció que contrataría a un agente y permanecería en el draft.

#### Estadísticas
| Año     | Equipo         | PJ | PT | MPP  | %TC  | %3P  | %TL  | RPP | APP | ROB | TPP | PPP |
| ------- | -------------- | -- | -- | ---- | ---- | ---- | ---- | --- | --- | --- | --- | --- |
| 2021–22 | Michigan State | 35 | 35 | 30.8 | .382 | .317 | .824 | 3.5 | 1.5 | .5  | .5  | 9.3 |

### Profesional
Fue elegido en la trigésimo quinta posición del Draft de la NBA de 2022 por Los Angeles Lakers. El 8 de julio  firmó un contrato a escala de novato con el equipo angelino.
El 30 de junio de 2024 renueva por cuatro temporadas y $32 millones con los Lakers.
Durante su tercera temporada en Los Ángeles, el 2 de febrero de 2025, fue traspasado junto con Anthony Davis y una selección de primera ronda de 2029 a los Dallas Mavericks a cambio de Luka Dončić, Maxi Kleber y Markieff Morris.

## Estadísticas de su carrera en la NBA

### Temporada regular
| Año     | Equipo      | PJ  | PT | MPP  | %TC  | %3P  | %TL  | RPP | APP | ROB | TPP | PPP  |
| ------- | ----------- | --- | -- | ---- | ---- | ---- | ---- | --- | --- | --- | --- | ---- |
| 2022-23 | L.A. Lakers | 41  | 3  | 12.5 | .415 | .419 | .875 | 1.8 | .5  | .2  | .2  | 3.1  |
| 2023-24 | L.A. Lakers | 67  | 7  | 14.1 | .427 | .356 | .783 | 2.1 | .9  | .3  | .3  | 4.2  |
| 2024-25 | L.A. Lakers | 46  | 25 | 25.1 | .444 | .368 | .851 | 2.7 | 1.4 | .8  | .5  | 8.5  |
| 2024-25 | Dallas      | 32  | 11 | 30.4 | .411 | .364 | .862 | 4.2 | 2.5 | .9  | .3  | 11.2 |
| Total   | Total       | 186 | 46 | 19.3 | .426 | .370 | .841 | 2.6 | 1.2 | .5  | .3  | 6.2  |

### Playoffs
| Año   | Equipo      | PJ | PT | MPP | %TC  | %3P  | %TL  | RPP | APP | ROB | TPP | PPP |
| ----- | ----------- | -- | -- | --- | ---- | ---- | ---- | --- | --- | --- | --- | --- |
| 2023  | L.A. Lakers | 9  | 0  | 3.7 | .500 | .250 | .500 | .8  | .3  | .0  | .1  | 1.4 |
| Total | Total       | 9  | 0  | 3.7 | .500 | .250 | .500 | .8  | .3  | .0  | .1  | 1.4 |